# زکری استیونز
زکری استیونز (انگلیسی: Zachary Stevens؛ زادهٔ ۵ مارس ۱۹۶۶) یک موسیقی‌دان اهل ایالات متحده آمریکا است.